# Volta à Saxónia
A Volta à Saxônia (em alemão : Sachsen-Tour) é uma corrida de ciclismo por etapas disputadas na Saxônia, na Alemanha. Criada em 1985, era uma prova amadora até 1995. De 2005 a 2009, a Volta à Saxônia faz parte da UCI Europe Tour na categoria 2.1. Tinha lugar em julho, mas já não é organizado desde 2009.

## Palmarés
| Ano  | Ganhador           | Segundo             | Terceiro              |
| ---- | ------------------ | ------------------- | --------------------- |
| 1985 | Wolfgang Lötzsch   | Matthias Lendt      | Olaf Frölich          |
| 1986 | Uwe Ampler         | Jens Heppner        | Mario Kummer          |
| 1987 | Jens Heppner       | Gerd Audehm         | Olaf Jentzsch         |
| 1988 | Frank Kühn         | Hardy Gröger        | Gus Herik Schur       |
| 1989 | Uwe Ampler         | Dirk Schiffner      | Wolfgang Lötzsch      |
| 1990 | Jans Koerts        | Jan Schaffrath      | Falk Boden            |
| 1991 | Steffen Blochwitz  | Bert Dietz          | Dan Radtke            |
| 1992 | Jörn Reuß          | Thomas Liese        | Heiko Latocha         |
| 1993 | Brendan Hart       | Max van Heeswijk    | Maksim Ratkinov       |
| 1994 | Brian Fowler       | Ric Reid            | Grant Encrespe        |
| 1995 | Dirk Müller        | Fraude Scholz       | Ralf Keller           |
| 1996 | Jens Voigt         | Jörg Jaksche        | Dirk Müller           |
| 1997 | Anton Chantyr      | Edouard Gritsoun    | Lutz Lehman           |
| 1998 | Thomas Liese       | Steffen Wesemann    | Jürgen Werner         |
| 1999 | Jörn Reuß          | Martin Rittsel      | Holger Sievers        |
| 2000 | Thomas Liese       | Valter Bonca        | Anton Chantyr         |
| 2001 | Jørgen Bo Petersen | Lubor Tesař         | Sasa Sviben           |
| 2002 | Oscar Camenzind    | Jørgen Bo Petersen  | Jürgen Werner         |
| 2003 | Fabian Wegmann     | Frank Høj           | Daniel Schnider       |
| 2004 | Andrey Kashechkin  | Tomáš Konečný       | Christian Pfannberger |
| 2005 | Mathew Hayman      | Christian Knees     | Heinrich Haussler     |
| 2006 | Vladimir Gusev     | Lorenzo Bernucci    | Michael Barry         |
| 2007 | Joost Posthuma     | Bobby Julich        | Michael Schär         |
| 2008 | Bert Grabsch       | Michael Rogers      | Tony Martin           |
| 2009 | Patrik Sinkewitz   | Sebastian Langeveld | Dirk Müller           |